# Но Хвечхан
Но Хвечхан (кор. 노회찬; 31 августа 1956, Пусан — 23 июля 2018, Сеул) — южнокорейский политик.

## Биография
Но Хвечхан родился в 31 августа 1956 г. в Пусане. Окончил Пусанскую среднюю школу и университет Корё. Занимал руководящие должности в Демократической рабочей партии и Новой прогрессивной (ныне Рабочей партии). Уже в должности сопредседателя Партии справедливости был лишён депутатского мандата по решению Верховного суда от 14 февраля 2013 года. Причиной послужило разоблачение Но Хве Чханом деятельности концерна «Самсунг», а конкретно публикация записей переговоров её менеджеров в Интернете. Отбыв тюремный срок, он вернулся в парламент от Партии справедливости по итогам выборов 2016 года.

## Смерть
23 июля 2018 года Но Хвечхан совершил самоубийство, выпрыгнув из окна квартиры своей матери в Сеуле. Ему был 61 год.